# Treatment (film)
Treatment (på dansk behandling) er et fagudtryk for den anden del af filmskrivningsprocessen af et filmmanuskript. Filmens treatment er ofte kun en kladde, hvor forfatteren skriver sine idéer ned.
| Film | Spire Denne filmartikel er en spire som bør udbygges. Du er velkommen til at hjælpe Wikipedia ved at udvide den. |